# BRICS大学連盟
BRICS大学連盟（ブリックスだいがくれんめい、中国語: 金磚國家大學聯盟）は、BRICSの5か国（ブラジル、ロシア、インド、中国、南アフリカ）によって2013年に設立された、BRICS諸国の主要な研究大学のコンソーシアム。
BRICS大学連盟は、BRICS諸国の大学が二国間もしくは多国間の対話や協力、および交流を行うプラットフォームであり、国際的なシンクタンクでもある。

## 歴史
2013年7月6日に上海の復旦大学で発着したこの連盟は、学術的および専門家の協力、比較研究および国際的な教育プロジェクトのプラットフォームとなることを目指す。2015年10月、BRICSの5か国の約40の優れた大学が北京の北京師範大学に集まり、BRICS大学学長フォーラムを開催した。
このフォーラムの後、参加大学は北京コンセンサスを宣言し、BRICS大学連盟の設立を正式に決定した。連盟事務局は北京師範大学にあり、同大学はBRICSの高等教育と学術協力の点でトップ大学でもある。この連盟はより多くの優れたBRICS諸国の大学を、その活動に参加させるために拡大を続けている。BRICS大学連盟は、BRICS間協力の戦略的柱としても機能している。

## 私大連盟
BRICS私大連盟は、BRICS加盟国の教育分野における統合を目的としている。さらに経済のイノベーション発展や、社会・個人の要請に即した、質の高い教育へのアクセス向上も目指す。将来的にBRICS私大連盟の加盟校で、国家教育プログラムのコンセプトを統合し、「BRICS大学ランキング」の創設にも活用する。